# 1520
1520 (MDXX) je bilo prestopno leto, ki se je po julijanskem koledarju začelo na nedeljo.

## Dogodki
- Sulejman Veličastni postane turški sultan

## Rojstva
- 1. avgust - Sigismund II. Avgust, poljski kralj in litovski veliki knez († 1572)

## Smrti
- 3. februar - Sten Sture Mlajši, švedski regent (* 1493)

Neznan datum
- Abdelkerim Astrahanski, kan Astrahanskega kanata (* ni znano)